# UTC+8:30

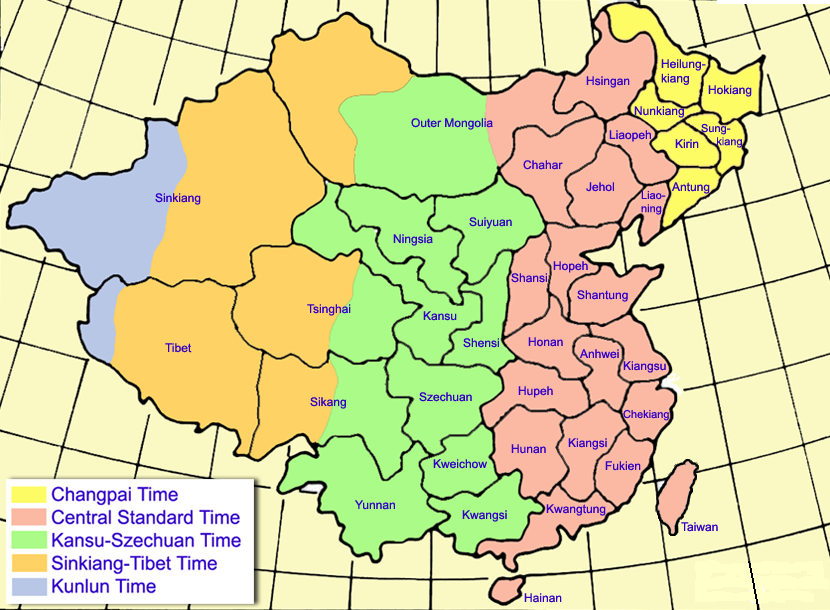
Fuse orare în China între 1912 și 1949

UTC+8:30 este un fus orar aflat cu 8 ore și 30 minute înainte UTC. A fost folosit în China din 1912 până în 1949 și în Coreea de Sud între 1954 și 1961. UTC+8:30 a fost denumit în China Ora de Changbai (長白時區) după munții Changbai la graniță cu Rusia și Coreea. Ora de Changbai a fost folosită în partea nord-estică a țării în următoarele provincii:
- Heilungkiang (acum parte de Heilongjiang)
- Hokiang (acum parte de Heilongjiang)
- Kirin (acum parte de Jilin)
- Nunkiang (acum parte de Jilin)
- Sungkiang (acum parte de Jilin)
- Antung (acum parte de Liaoning)

După Războiul Civil Chinez Republica Populară Chineză a introdus în 1949 fusul orar UTC+8 pentru toată țara.
Din data de 15 august 2015, UTC+8:30 este folosit în Coreea de Nord.

## Ora standard (tot anul)
- Coreea de Nord